# Ralph Müller-Beck

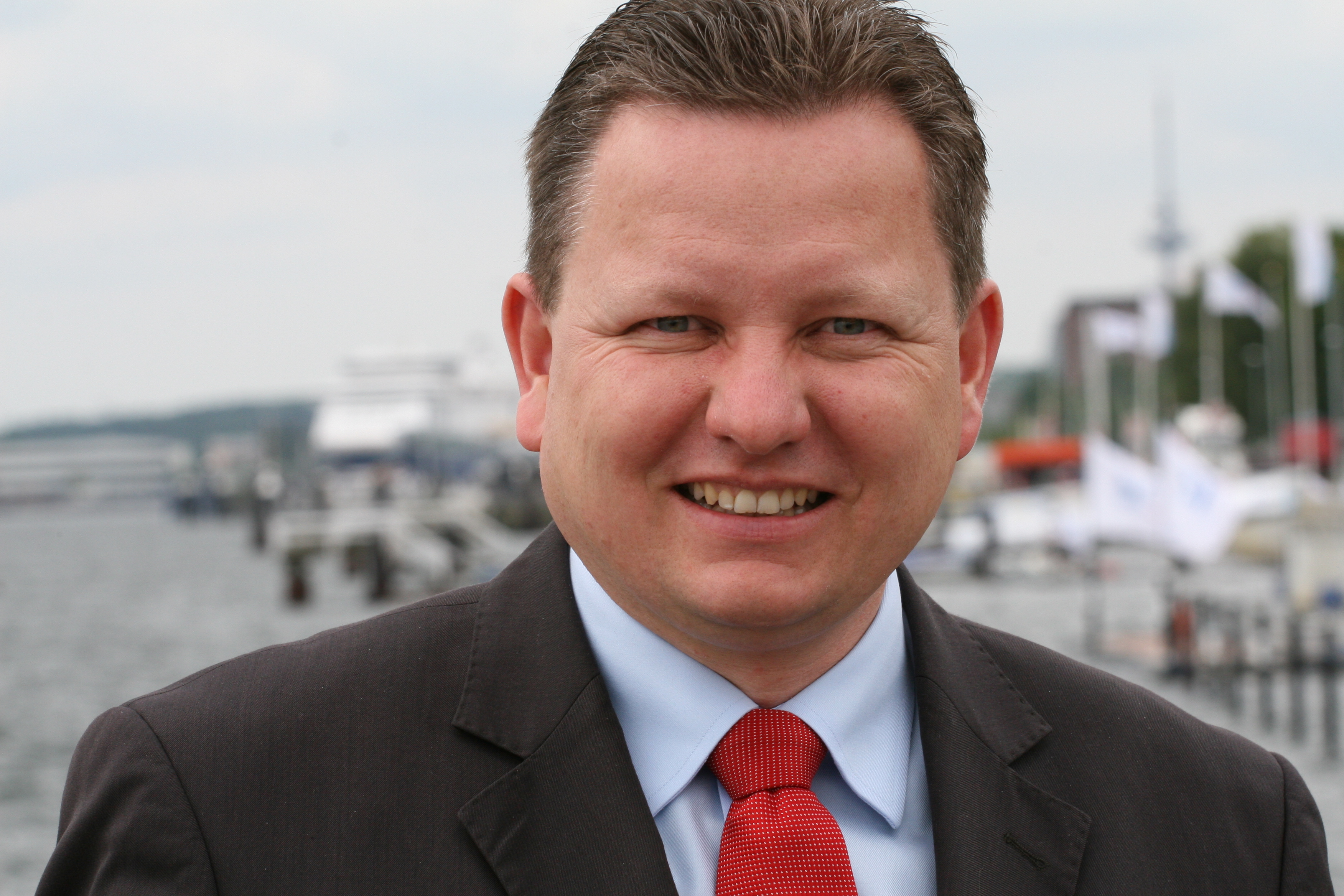
Ralph Müller-Beck (2012)

Ralph Müller-Beck (* 31. August 1969 in Elmshorn) ist ein ehemaliger deutscher Politiker (SPD). Müller-Beck war von 2012 bis 2017 in Schleswig-Holstein Staatssekretär im Kabinett von Ministerpräsident Torsten Albig. Seit Anfang 2024 ist er Leiter für Regierungs- und Außenbeziehungen des Eisenbahn- und Busunternehmens Transdev GmbH.

## Leben
Nach dem Schulbesuch absolvierte Ralph Müller-Beck von 1987 bis 1990 eine Ausbildung zum Verwaltungsangestellten beim Kreis Pinneberg. Nach dem Beitritt der neuen Länder zum Bundesgebiet war er ab Dezember 1990 für den Aufbau der Gewerkschaft Öffentliche Dienste, Transport und Verkehr (ÖTV) im Beitrittsgebiet freigestellt und bis 1992 Trainee für die Ausbildung zum Gewerkschaftssekretär. Nach dem Zivildienst war er von 1994 bis 2002 als Gewerkschaftssekretär in Kiel tätig und seit 2000 stellvertretender Geschäftsführer der ÖTV in Kiel. Von 2002 bis 2005 leitete er in der neu gegründeten Gewerkschaft ver.di den Bereich Nachwuchsentwicklung und Jugend beim Landesbezirk Nord. Er wechselte 2005 zum DGB als Regionaler Geschäftsführer.
Müller-Beck gehört der SPD an. Von 2008 bis 2012 vertrat er seine Partei in der Ratsversammlung der Stadt Kiel, zeitweilig als Fraktionsvorsitzender.
Müller-Beck wurde 2012 in Schleswig-Holstein als Staatssekretär im Wirtschaftsministerium berufen. Müller-Beck verantwortete dort die Bereiche Arbeitsmarkt, Europäischer Sozialfond, Tourismus und Technologieförderung. 2014 wechselte er als Staatssekretär ins Ministerium für Inneres und Bundesangelegenheiten. Gleichzeitig wurde ihm die Funktion als Bevollmächtigter des Landes Schleswig-Holstein beim Bund in Berlin übertragen. Er vertrat somit die Interessen des Landes in Berlin und koordinierte u. a. die Mitwirkung des Landes im Bundesrat. Während der Flüchtlingskrise 2015/2016 hat Müller-Beck die medizinische Versorgung und die Registrierung der Flüchtlinge in Schleswig-Holstein koordiniert und gehörte den bundesweiten Koordinierungsstab des Bundesinnenministers an.
Nach Ende der Legislaturperiode 2017 machte sich Müller-Beck als Politik- und Wirtschaftsberater selbstständig. Von 2020 bis 2024 verantwortete er das kommunale Vertriebsmanagement sowie die politischen und öffentlichen Beziehungen des Unternehmens Remondis in der Region Nord. Seit Anfang 2024 ist er Leiter für Regierungs- und Außenbeziehungen des Eisenbahn- und Busunternehmens Transdev GmbH.
Müller-Beck engagiert sich im Managerkreis der Friedrich-Ebert-Stiftung und ist Mitglied im Wirtschaftsforum der SPD und dort Leiter des Fachforums Nachhaltigkeit. Müller-Beck unterhält politische und wirtschaftliche Kontakte, insbesondere nach Israel und China. Als Mitglied der Jerusalem Foundation Deutschland unterstützt er die Aktivitäten der Organisation zur Verbesserung des Zusammenlebens aller Bevölkerungsgruppen in Jerusalem.
Müller-Beck ist verheiratet und hat zwei Kinder.